# كيش اير
كيش إير (بالإنجليزية: Kish Air)‏ (بالفارسية: كيش اير) هي شركة طيران خاصة مقرها جزيرة كيش إيران؛ تقوم بتسيير رحلات الطيران الداخلية وإلى الإمارات العربية المتحدة والعراق وعمان ؛ الشركة تم تأسيسها في 1989 وتعتمد عملياتها على الطائرات ذات السعة المتوسطة كطائرة فوكر 100 التي تحمل 105 راكبا.

## وصلات خارجية
- موقع الشركة